# Hyparrhenia
Genre
Hyparrhenia est un genre  de plantes monocotylédones de la  famille des Poaceae, sous-famille des Panicoideae, originaire du bassin méditerranéen, d'Afrique, d'Arabie et d'Amérique, qui regroupe une cinquantaine d'espèces.
Ce sont des plantes herbacées, généralement vivaces, rarement annuelles, cespiteuses, dont les tiges (chaumes) peuvent atteindre de 30 à 300 cm de long. Certaines espèces de ce genre ont une importance économique, soit comme plantes fourragères, en particulier Hyparrhenia rufa, soit comme mauvaises herbes des cultures.

## Liste des espèces
Selon "The Plant List" 29 avril 2013
- Hyparrhenia anamesa Clayton, (1969)
- Hyparrhenia andongensis (Rendle) Stapf , (1918)
- Hyparrhenia anemopaegma Clayton, (1969)
- Hyparrhenia anthistirioides (Hochst. ex A.Rich.) Andersson ex Stapf, (1918)
- Hyparrhenia arrhenobasis (Hochst. ex Steud.) Stapf , (1918)
- Hyparrhenia bagirmica (Stapf) Stapf , (1918)
- Hyparrhenia barteri (Hack.) Stapf, (1918)
- Hyparrhenia bracteata (Humb. & Bonpl. ex Willd.) Stapf, (1918)
- Hyparrhenia claytonii S.M.Phillips, (1994)
- Hyparrhenia coleotricha (Steud.) Andersson ex Clayton, (1969)
- Hyparrhenia collina (Pilg.) Stapf , (1918)
- Hyparrhenia confinis (Hochst. ex A.Rich.) Andersson ex Stapf , (1918)
- Hyparrhenia confinis var. nudiglumis (Hack.) Clayton , (1969)
- Hyparrhenia confinis var. pellita (Hack.) Stapf , (1919)
- Hyparrhenia coriacea Mazade , (1978)
- Hyparrhenia cyanescens (Stapf) Stapf , (1919)
- Hyparrhenia cymbaria (L.) Stapf , (1919)
- Hyparrhenia dichroa (Steud.) Stapf , (1918)
- Hyparrhenia diplandra (Hack.) Stapf , (1918)
- Hyparrhenia dregeana (Nees) Stapf ex Stent , (1923)
- Hyparrhenia dybowskii (Franch.) Roberty, (1960)
- Hyparrhenia exarmata (Stapf) Stapf , (1918)
- Hyparrhenia familiaris (Steud.) Stapf, (1918)
- Hyparrhenia figariana (Chiov.) Clayton, (1969)
- Hyparrhenia filipendula (Hochst.) Stapf , (1918)
- Hyparrhenia filipendula var. pilosa (Hochst.) Stapf , (1919)
- Hyparrhenia finitima (Hochst.) Andersson ex Stapf , (1918)
- Hyparrhenia formosa Stapf, (1919)
- Hyparrhenia gazensis (Rendle) Stapf , (1918)
- Hyparrhenia glabriuscula (Hochst. ex A.Rich.) Andersson ex Stapf, (1918)
- Hyparrhenia gossweileri Stapf , (1918)
- Hyparrhenia griffithii Bor, (1938)
- Hyparrhenia hirta (L.) Stapf , (1918)
- Hyparrhenia involucrata Stapf , (1918)
- Hyparrhenia madaropoda Clayton , (1969)
- Hyparrhenia mobukensis (Chiov.) Chiov., (1919)
- Hyparrhenia multiplex (Hochst. ex A.Rich.) Andersson ex Stapf, (1918)
- Hyparrhenia neglecta S.M.Phillips, (1994)
- Hyparrhenia newtonii (Hack.) Stapf, (1918)
- Hyparrhenia niariensis (Franch.) Clayton, (1969)
- Hyparrhenia niariensis var. macrarrhena (Hack.) Clayton , (1969)
- Hyparrhenia nyassae (Rendle) Stapf, (1919)
- Hyparrhenia papillipes (Hochst. ex A.Rich.) Andersson ex Stapf, (1918)
- Hyparrhenia pilgeriana C.E.Hubb., (1928)
- Hyparrhenia pilosa Mazade, (1978)
- Hyparrhenia poecilotricha (Hack.) Stapf, (1918)
- Hyparrhenia praetermissa Veldkamp, (1971)
- Hyparrhenia quarrei Robyns , (1929)
- Hyparrhenia rudis Stapf , (1918)
- Hyparrhenia rufa (Nees) Stapf , (1918)
- Hyparrhenia schimperi (Hochst. ex A.Rich.) Andersson ex Stapf , (1918)
- Hyparrhenia smithiana (Hook.f.) Stapf , (1918)
- Hyparrhenia subplumosa Stapf, (1918)
- Hyparrhenia tamba (Hochst. ex Steud.) Andersson ex Stapf, (1918)
- Hyparrhenia tuberculata Clayton, (1969)
- Hyparrhenia umbrosa (Hochst. ex A.Rich.) Andersson ex Clayton , (1969)
- Hyparrhenia variabilis Stapf , (1919)
- Hyparrhenia violascens (Stapf) Clayton , (1969)
- Hyparrhenia welwitschii (Rendle) Stapf, (1918)
- Hyparrhenia wombaliensis (Vanderyst ex Robyns) Clayton, (1969)

## Espèces au statut non encore résolu
Selon "The Plant List" 29 avril 2013
- Hyparrhenia baddadae  Chiov. [Unplaced]
- Hyparrhenia genniamia  Andersson [Unplaced]
- Hyparrhenia pendula  Peter [Unplaced]